# 四季青街道 (邯郸市)
四季青街道，是中华人民共和国河北省邯郸市丛台区下辖的一个乡镇级行政单位。

## 行政区划
四季青街道下辖以下地区：
安庄社区、常谢庄社区、三里铺社区、蔚庄社区、北关社区、四季青社区、勇锋社区和窦庄社区。